# Richmond Tigers
Richmond Tigers är en professionell australisk fotbollsklubb från Melbourne, Victoria. Klubben tävlar i Australian Football League.

## Klubblåt
| Engelsk originaltext | Svensk översättning |
| --- | ------------------- |
| Oh, we're from Tigerland, A fighting fury, we're from Tigerland, In any weather you will see us with a grin, Risking head and shin, If we're behind then never mind, We'll fight and fight and win! For we're from Tigerland, We'll never weaken 'til the final siren's gone. Like the Tigers of old, We're strong and we're bold. For we're from Tiger The yellow and black, For we're from Tigerland! |                     |